# Coppa Intercontinentale 1997 (ottobre) (calcio a 5)
La Coppa Intercontinentale di calcio a 5 dell'ottobre 1997 è la seconda edizione di tale trofeo nell'ambito del calcio a 5 (FIFA). La gara si è svolta tra la MFK Dina Moskva e la detentrice Inter/Ulbra Porto Alegre al meglio delle tre gare su tre. La competizione è stata organizzata dal 7 ottobre al 9 ottobre 1997.

## Gare
| Mosca 7 ottobre 1997 | MFK Dina Moskva | 5 – 4 | Inter/Ulbra | (5000 spett.) |

| Mosca 8 ottobre 1997 | MFK Dina Moskva | 3 – 2 (DTS) | Inter/Ulbra | (6500 spett.) |

| Mosca 9 ottobre 1997 | MFK Dina Moskva | 4 – 2 | Inter/Ulbra | (7150 spett.) |